# Veliky Ustyug

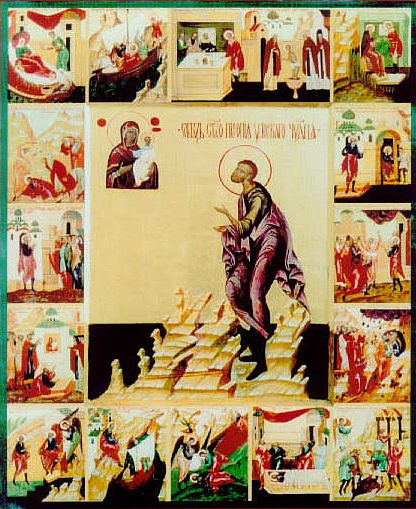
São Prokopy, o ícone de Ustyug de 1669, Museu Velikoustyugsky de História, Arte e Arquitetura

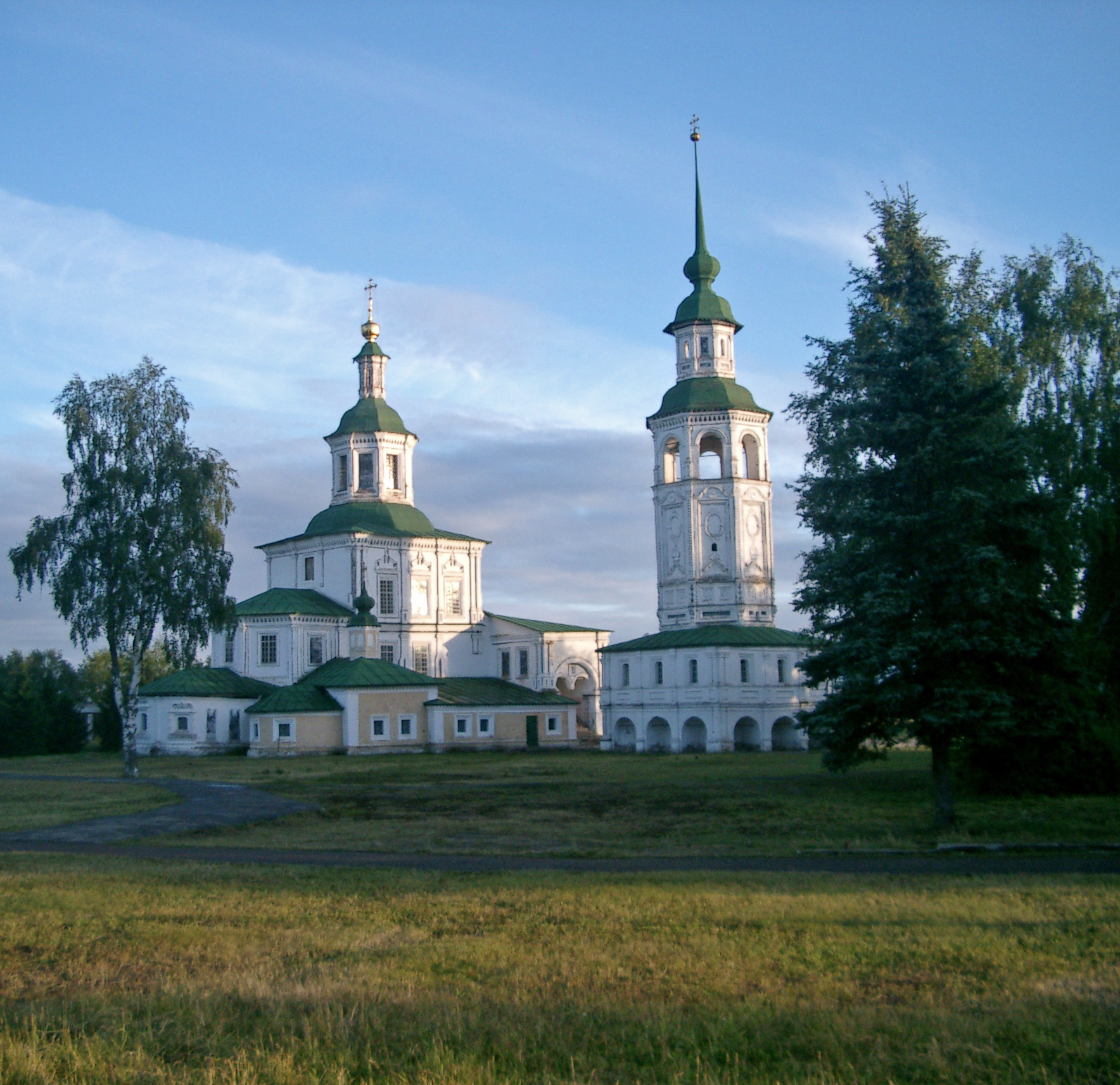
São Igreja de São Nicolau e a torre sineira

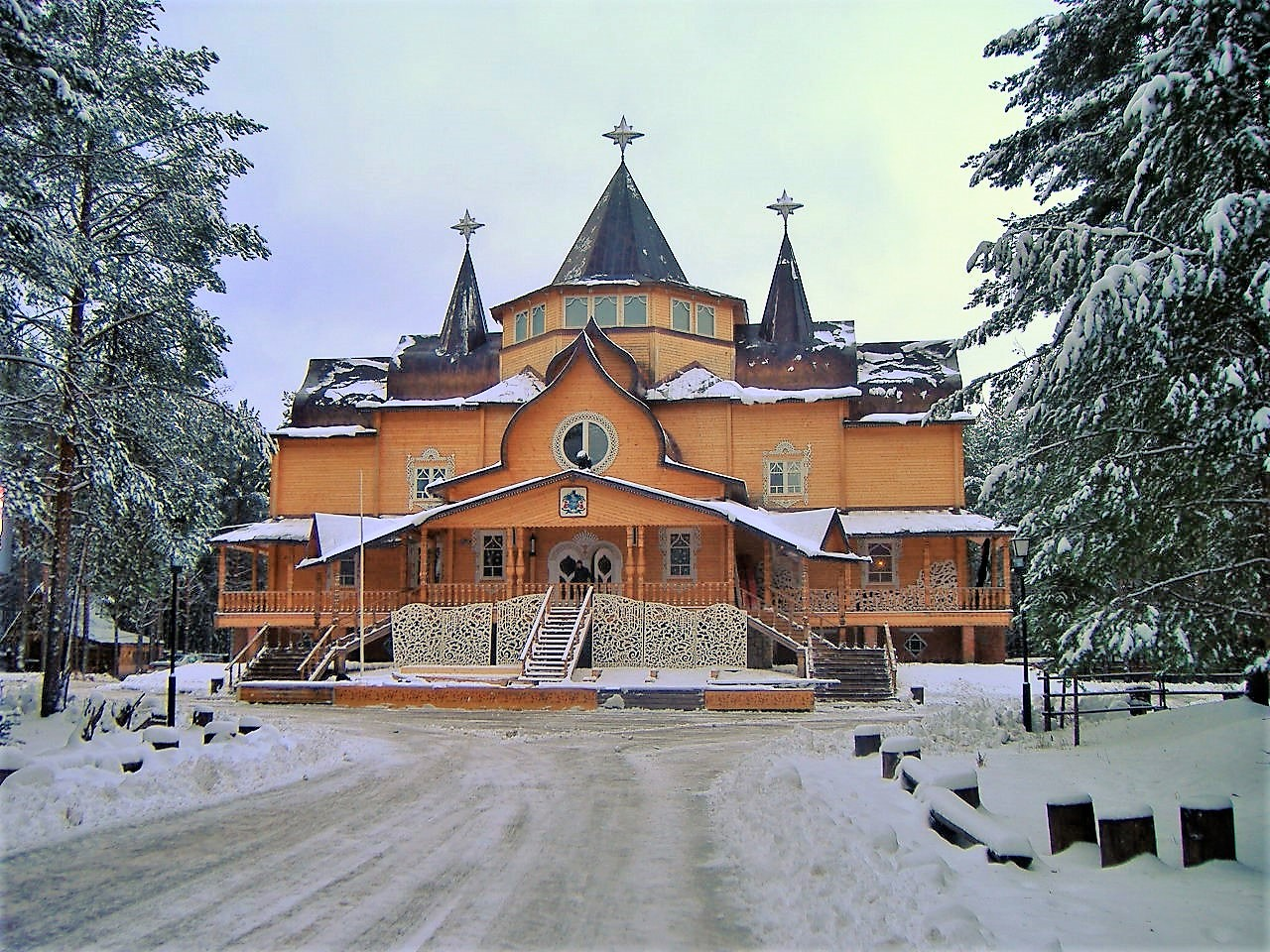
Edifício principal da residência Ded Moroz

Veliky Ustyug (em russo: Вели́кий У́стюг) é uma cidade no Oblast de Vologda, Rússia, localizada no nordeste do oblast, na confluência dos rios Sukhona e Yug  e é a capital do Velikoustjugskij rajon. De acordo com o Censo de 2010, a sua população era 31.665. A cidade é mencionada pela primeira vez numa crônica de 1207, quando fazia parte do Principado de Vladimir-Suzdal . Em 1212, um mosteiro dedicado ao Arcanjo Miguel foi fundado ali. Situada no cruzamento de importantes rotas comerciais, a cidade passou por uma expansão econômica e industrial significativa entre os séculos XVI e XVII, perdendo importância gradualmente e, em 1869, com a abertura do Canal de Suez, o Rio Sukhona perdeu a sua importância como ligação fluvial entre a China e a Europa Ocidental. A cidade é hoje conhecida pela produção de finos produtos artesanais.